# 16967 Маркобоссо
16967 Маркобоссо (16967 Marcosbosso) — астероїд головного поясу, відкритий 26 вересня 1998 року.
Тіссеранів параметр щодо Юпітера — 3,590.